# Stefan-Banach-Medaille
Die Stefan-Banach-Medaille (polnisch Medal im. Stefana Banacha, englisch Stefan Banach Medal) ist eine von der Polnischen Akademie der Wissenschaften verliehene Medaille für herausragende mathematische Leistungen, die anlässlich des hundertsten Geburtstags von Stefan Banach initiiert wurde. Der Preisträger ist aufgefordert, am internationalen Banach-Zentrum für Mathematik in Warschau eine Banach-Vorlesung zu halten.

## Preisträger
- 1992 Zbigniew Ciesielski
- 1992 Stanisław Łojasiewicz
- 1992 Czesław Olech
- 1992 Czesław Ryll-Nardzewski
- 1992 Andrzej Schinzel
- 1996 Aleksander Pełczyński
- 1997 Joram Lindenstrauss
- 1998 Kazimierz Urbanik
- 1999 Friedrich Hirzebruch
- 2000 Wiesław Żelazko
- 2001 Gilles Pisier
- 2004 Tadeusz Figiel
- 2004 Nigel J. Kalton
- 2006 Stanisław Kwapień
- 2007 William B. Johnson
- 2009 Stanisław Lech Woronowicz
- 2011 William T. Gowers
- 2014 Tomasz Łuczak
- 2015 Henryk Iwaniec
- 2022 Michel Talagrand
- 2023 Przemysław Wojtaszczyk
- 2024 Vitaly Bergelson